# Dognen
Dognen é uma comuna francesa na região administrativa da Nova Aquitânia, no departamento dos Pirenéus Atlânticos. Estende-se por uma área de 6,74 quilômetros quadrados. Em 2010 a comuna tinha 231 habitantes (densidade: 34,3 hab./km²).